# Juvenia Białystok
MKS Juvenia Białystok (Międzyszkolny Klub Sportowy Juvenia Białystok) – polski wielosekcyjny klub sportowy z siedzibą w Białymstoku założony w 1957 roku.

## Historia
Klub powstał w 1957 roku. Pierwszym prezesem klubu został Czesław Adamowicz, a sekretarzem Zdzisław Zabielski. Liczba sekcji klubu zmieniała się na przestrzeni lat, stabilizując się na poziomie czterech w XXI wieku. Inne sekcje (np. siatkarska) zostały zlikwidowane bądź przeniesione do innych klubów ze względu na zbyt duże obciążenia finansowe.

## Osiągnięcia
Klub wychował wielu medalistów mistrzostw Polski, Europy i świata oraz uczestników igrzysk olimpijskich, w różnych dyscyplinach sportu.

### Lekkoatletyka
Finaliści Igrzysk Olimpijskich:
- Eugeniusz Bedeniczuk – 1992
- Andrzej Klimaszewski – Moskwa 1980
- Elżbieta Krawczuk-Trylińska – Moskwa 1980

### Łyżwiarstwo szybkie
Juvenia jest najsilniejszym klubem łyżwiarstwa szybkiego w Polsce w XXI wieku. Za dowód posłużyć mogą wyniki z Mistrzostw Polski w short tracku z 2010 roku. Zawodnicy Juvenii zajęli wszystkie miejsca na podium w kategoriach:
- kobiety 1000 m
- kobiety 1500 m
- mężczyźni 1000 m
- mężczyźni 1500 m
- sztafeta 5000 m

W sztafecie na 3000 m zawodnicy Juvenii zajęli dwa pierwsze miejsce, trzecie oddając AZS Politechnice Opolskiej.
Finaliści Igrzysk Olimpijskich:
- Paula Bzura – Vancouver 2010
- Jakub Jaworski – Vancouver 2010
- Dariusz Kulesza – Turyn 2006
- Patrycja Maliszewska – Vancouver 2010, Soczi 2014
- Natalia Maliszewska – Pjongczang 2018

### Pływanie
W mistrzostwach Polski w pływaniu reprezentanci Juvenii zdobyli przeszło 500 medali, zarówno w konkursach juniorskich, jak i seniorskich.
- Diana Sokołowska – mistrzostwo Polski na krótkim basenie na 100 m i wicemistrzostwo na 200 m stylem dowolnym, wicemistrzostwo na 100 m stylem motylkowym (2011); wicemistrzostwo Polski na 100 m stylem dowolnym (2010)
- Anna Dowgiert – wicemistrzostwa Polski na 50 i 100 m stylem motylkowym (2009)